# Prinses Elisabethbasis

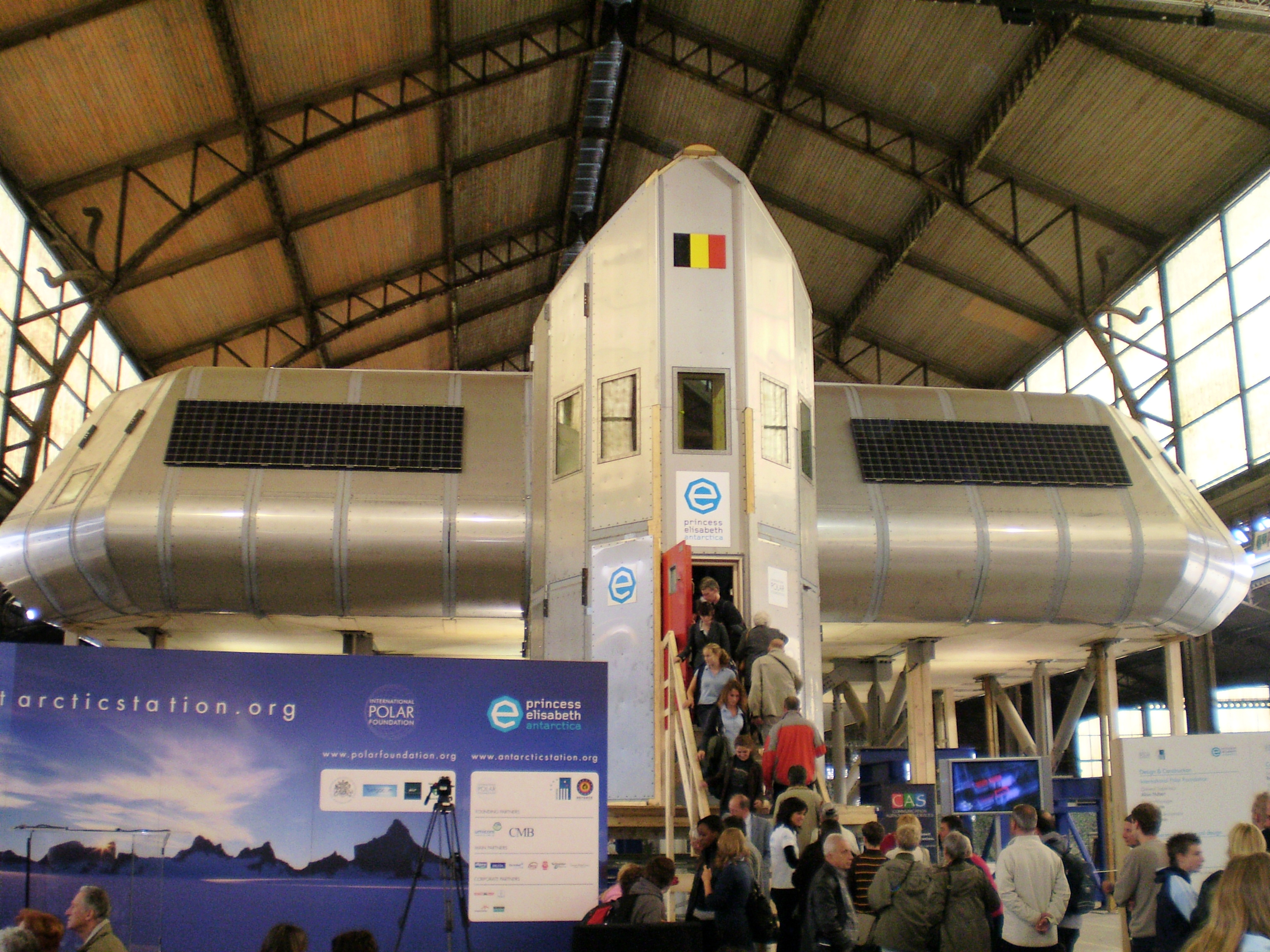
De poolbasis wordt voorgesteld aan het publiek, voor het transport naar Antarctica in september 2007 te Brussel

De Prinses Elisabethbasis is een Belgische wetenschappelijke basis op Antarctica, gebouwd tijdens het Internationaal Pooljaar 2007-2008 en voltooid in 2008-2009. Het vervangt de in 1968 verlaten Koning Boudewijnbasis (gesloten wegens gebrek aan budget).
Het station werd officieel geopend op 15 februari 2009.

## Genesis van het project
Het was de Belgische expeditie van commandant Adrien de Gerlache op de Belgica, een schip uitgerust met wetenschappelijke onderzoeksmiddelen, dat tijdens de eerste overwintering op het pakijs van de Zuidpool aan het einde van de negentiende eeuw het tijdperk van de moderne studies in deze regio inluidde, in tegenstelling tot de expedities die in die tijd door andere landen werden ondernomen, met het oog op nationale prestaties gemotiveerd door rivaliteit bij de verovering van de polen.
In de 20e eeuw werd de Belgische poolverkenning en het onderzoek op de Koning Boudewijnbasis voortgezet, dankzij de zoon van de commandant van Gerlache, met name tijdens het Internationaal Geofysisch Jaar 1957. Het onderzoek is daarna voortgezet, eerst onder leiding van commandant Bastin, daarna in samenwerking met wetenschappelijk personeel van bases in andere landen. Pas na een onderbreking van enkele jaren keerden de Belgen terug naar Antarctica, tijdens het Internationaal Pooljaar 2007-2008, dat samenvalt met de vijftigste verjaardag van de bouw van de Koning Boudewijnbasis.
Op initiatief van de International Polar Foundation en onder impuls van de ontdekkingsreiziger Alain Hubert werd besloten een nieuwe wetenschappelijke basis te bouwen, niet ver van de voormalige Koning Boudewijn-basis, een nieuwe wetenschappelijke basis die voornamelijk wordt aangedreven door hernieuwbare energiebronnen. Dit principe is nog steeds ongekend op het gebied van poolbasissen. Terwijl de poolbasissen nog steeds zware brandstofverbruikers zijn, zal de nieuwe basis slechts 20% niet-hernieuwbare energie hoeven te verbruiken.
De maquette van het Prinses Elisabethbasis werd door Alain Hubert voorgesteld van 25 juli tot 16 september 2007 in de blauwe lounge van het Koninklijk Paleis in Brussel. Koningin Paola, prins Filip, prinsessen Mathilde en Elisabeth en federaal minister van Wetenschapsbeleid Marc Verwilghen namen aan de inhuldiging deel.
De basis, die bij wijze van proef in de hoofdloods van de voormalige veerbootterminal van Thurn en Taxis was gevestigd, werd daar op 5 september 2007 officieel ingehuldigd en vervolgens gedurende vier dagen aan het publiek voorgesteld alvorens te worden gedemonteerd en in containers naar Antarctica te worden verpakt.

## Ligging
De rotsachtige bar (of nunatak) waarop het station is geïnstalleerd (71°57' ZB - 23°20' OL), bevindt zich in Utsteinen in Koningin Maudland (door Noorwegen geclaimd gebied), op een hoogte van 1.400 m en 180 km van de kust, in de onbewoonde zone van 1.500 km die het Japanse station in Syowa scheidt van zijn Russische tegenhanger in Novolazarevskaja.

## Financiering
De kosten voor de bouw van de basis werden aanvankelijk geschat op 6,4 miljoen euro, waarvan 2 miljoen euro van de Belgische overheid.
Het Belgische federale ministerie van Wetenschapsbeleid heeft 3 miljoen euro toegekend voor 2008 en 2009 en nog eens 6 miljoen euro voor de onderzoeksprogramma's van 2006 tot 2010.
De overige financiering is afkomstig van particuliere donoren en donaties. De Koninklijke Munt van België zal een speciale munt uitgeven, waarvan de opbrengst ook de financiering van het project ten goede komt.
Uiteindelijk kostten de bouw, het transport en de uitrusting van het station bijna 22 miljoen euro, wat meer dan drie keer het oorspronkelijke budget is. De bijdrage van de Belgische federale overheid bedraagt 8 miljoen euro, verdeeld over het Wetenschapsbeleid (6 miljoen euro), de Nationale Loterij (1,5 miljoen euro) en Buitenlandse Zaken (0,5 miljoen euro), waarbij de rest afkomstig is van verschillende sponsors.
Het beheer van het station wordt uitgevoerd door een orgaan dat vertegenwoordigers van de overheid en de International Polar Foundation samenbrengt, met een jaarlijks budget van 1,5 miljoen euro.

## Bijzonderheden van het station

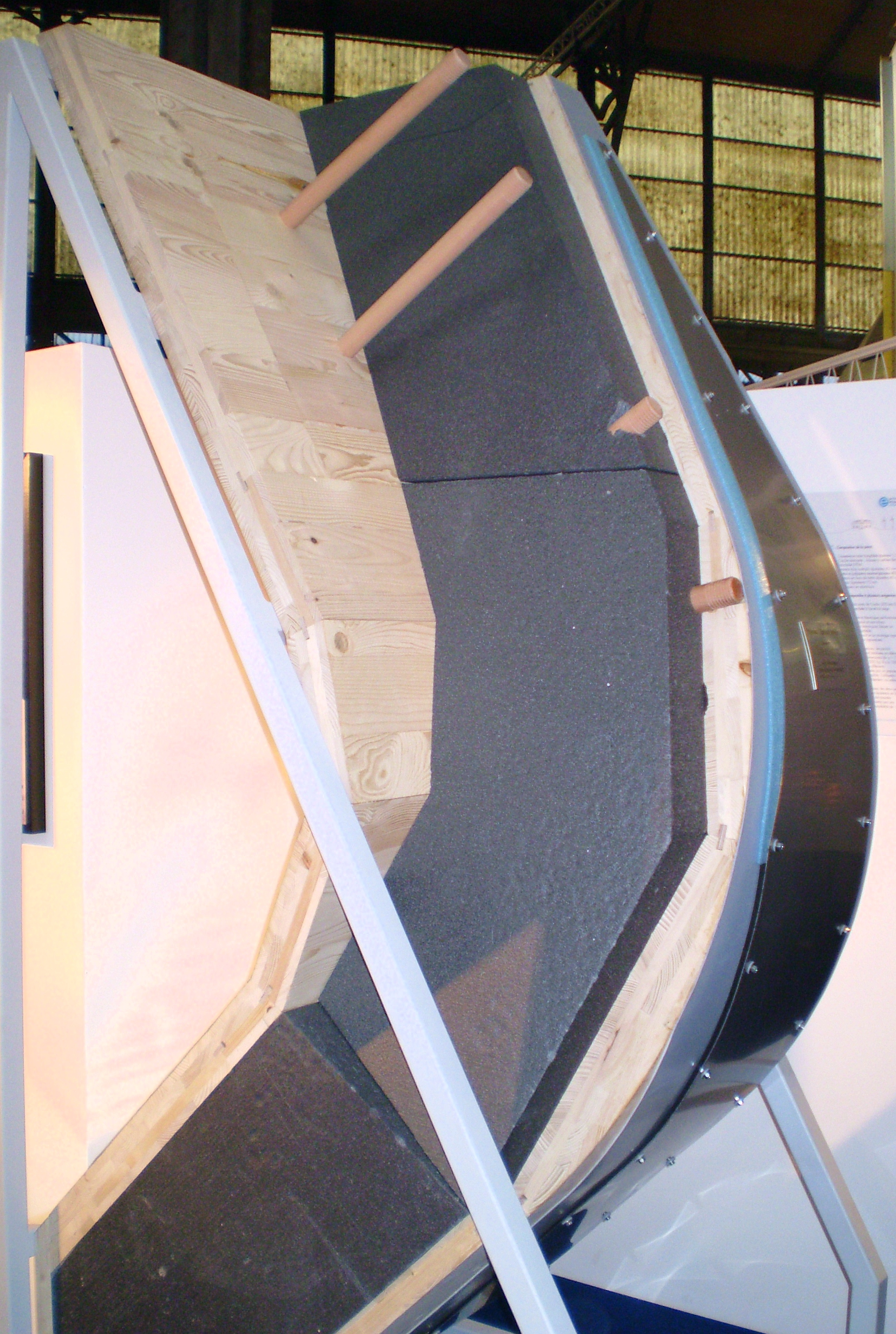
Doorsnede van de buitenwand.

De basis is verankerd op een rotsachtige uitloper en rust op een systeem van palen. De voorkant is 5 meter boven de grond, de achterkant 2 meter. Het heeft een totale oppervlakte van 400 m² (voor het hoofdgebouw, waaraan 2.000 m² moet worden toegevoegd voor de technische ruimtes aan de voet van de basis) en een gewicht van 200 ton. Tijdens de bezetting ligt de gemiddelde temperatuur tussen 18 en 20 °C.

## Een "zero emission"-station
Het nieuwe station, dat uniek is in zijn ontwerp en werking, heeft als eerste de ambitie om uitsluitend gebruik te maken van hernieuwbare energieën dankzij de zonne-energie die wordt geleverd door fotovoltaïsche en thermische panelen met de toevoeging van negen windturbines. Bovendien recycleert het station al zijn afval volledig. De gekozen materialen en technologieën respecteren de principes van de ecoconstructie om de milieu-impact van de ligging van de basis te verminderen.
Het station is volledig gemaakt van een houten constructie, met isolatiemateriaal uit Zwitserland, bedekt met roestvrij staal. Dit station is het resultaat van ingenieurswerk dat door de International Polar Foundation en haar partners is uitgevoerd.
De buitenmuur bestaat uit twee dennenhouten schotten die met elkaar verbonden zijn door beukenhouten staven, geïsoleerd door een dikke laag geëxpandeerd polystyreen.
Door het ontwerp van de basis is de energiebehoefte slechts 20% van die van een conventioneel Antarctisch station van vergelijkbare grootte. Op de lange termijn zal het mogelijk zijn om in deze behoeften te voorzien met hernieuwbare energie. Op het dak van het station zijn 20 m² thermische zonnepanelen geïnstalleerd. Op de flanken, waar de ramen slechts een beperkte oppervlakte innemen, zijn 300 m² aan fotovoltaïsche panelen geplaatst, die 35 kW kunnen leveren. De elektrische energie, opgeslagen in een reeks batterijen in het hart van het station, wordt geleverd door acht windturbines, elk met een vermogen van 6 kW. De extra energie wordt echter geleverd door dieselgeneratoren.
Personeel en bederfelijke goederen worden door de lucht vervoerd van Kaapstad in een Iljoesjin Il-76 naar Troll of Novolazarevskaya en vervolgens met een Basler BT-67. Het overige voedsel, materieel en materialen, alsmede brandstof en brandbare stoffen worden per schip - met inbegrip van de Mary Arctica van de Royal Arctic Line - van België of Zuid-Afrika naar de Kroonbaai getransporteerd, en vervolgens door de Prinoth-kweker voor bijna 200 kilometer naar Utsteinen.

## Missies
Het station, dat gedurende vier maanden (november tot februari) plaats biedt aan 20 personen, staat open voor wetenschappers uit Europese landen en andere continenten, onder wie Japanse wetenschappers. Het programma wordt gecoördineerd door de Federale Overheidsdienst Wetenschapsbeleid (BELSPO).
Het eerste onderzoeksseizoen vond plaats tijdens de australe zomer, van november 2009 tot februari 2010. Het onderzoek bestreek meerdere gebieden, waaronder meteorologie, seismologie, glaciologie, aardmagnetisme en de studie van de klimaatverandering.
Van 3 december 2012 tot 12 februari 2013 nam een missie van de universiteiten van Brussel, ULB en VUB, die samen met Japanse wetenschappers werd uitgevoerd, de basis als uitgangspunt voor invallen op het pakijs die door sneeuwscooters worden uitgevoerd met als doel het verzamelen van meteorieten van de Maan en Mars. Zo werd in januari in het kader van een internationaal programma een chondriet-achtige meteoriet van 18 kg ontdekt.